# Lipa vekovaya
«Lipa vekovaya»
(en ruso: Липа вековая, literalmente Tilo centenario) es una canción rusa tradicional. Interpretada por Fiódor Chaliapin, Nadezhda Plevítskaya, Lidia Ruslánova y otros muchos cantantes rusos. Se refiere al llamado «repertorio clásico» de la canción tradicional.

## Historia
La canción es mencionado en diversas fuentes como «de origen tradicional». Sus características recuerdan a las de la «romanza cruel».
Varios compositores rusos (como Vladímir Zajárov, Grigori Veriovka) crearon diferentes tratamientos musicales de la «Lipa vekovaya». Pável Kulikov se ha hecho famoso por su fantasía basada en tema de la canción.
La canción se hizo extremadamente popular en el Imperio ruso y en la Rusia soviética.